# Pont-Saint-Martin (Francia)
 Pont-Saint-Martin  es una población y comuna francesa, situada en la región de Países del Loira, departamento de Loira Atlántico, en el distrito de Nantes y cantón de Bouaye.

## Demografía
| 1932 | 2134 | 2690 | 3320 | 3835 | 4754 |
| Para los censos de 1962 a 1999 la población legal corresponde a la población sin duplicidades (Fuente: INSEE [Consultar]) |      |      |      |      |      |

## Hermanamientos
- Pont-Saint-Martin  Italia
- Brockenhurst  Reino Unido